# Desastre de Annual
El desastre de Annual fue una grave derrota militar española en la guerra del Rif y una importante victoria para los rebeldes rifeños, entre los que se encontraba Abd el-Krim al mando de los guerreros de su cabila los Beni Urriaguel. Se produjo entre el 22 de julio y el 9 de agosto de 1921, cerca de la localidad española de Annual, situada entre Melilla y la bahía de Alhucemas.
La batalla ocasionó la muerte de alrededor de once mil quinientos miembros del ejército español: ocho mil españoles y dos mil quinientos rifeños leales al Gobierno encuadrados en unidades indígenas,[cita requerida] más de la mitad ejecutados tras rendirse. No se dispone de datos sobre las bajas de los rifeños. Esta derrota condujo a una redefinición de la política de España en la guerra del Rif y a una crisis política que socavó los cimientos de la monarquía liberal de Alfonso XIII.
El general Juan Picasso fue designado para investigar lo ocurrido y determinar las posibles responsabilidades de los militares al mando. En julio de 1922 presentó sus conclusiones en el que sería conocido como el Expediente Picasso y en las Cortes se formó inmediatamente después una Comisión de Responsabilidades, pero el golpe de Estado de Primo de Rivera de septiembre de 1923 dio carpetazo tanto al Expediente como a la Comisión. Hubo acusaciones de que el rey había instigado el poco meditado y mal preparado avance que propició el desastre, lo que supuestamente explicaría su apoyo al golpe. De hecho, Alfonso XIII amnistió en 1924 al único condenado por los hechos, el general Berenguer.
Tras la significativa derrota, la guerra continuó hasta que el exitoso desembarco de Alhucemas de septiembre de 1925 le puso fin. Los combates aún se prolongaron hasta julio de 1927 pero en esa fecha Abd-el-Krim ya había huido del Rif entregándose a los franceses. El territorio permanecería bajo dominio español hasta la independencia de Marruecos en 1956.

## Desarrollo militar

Mapa de 1920 de la "zona española en Marruecos", con imágenes de González Tablas, Berenguer y Silvestre. El mapa corresponde a la parte norte del protectorado asignado a España, puesto que no incluye Cabo Juby.

Las tropas españolas estacionadas en Annual y dirigidas por el general Manuel Fernández Silvestre pretendían avanzar en dirección a la bahía de Alhucemas, lugar considerado clave para dominar el territorio. El 1 de junio de 1921 tomaron el monte Abarran, ubicado a solo 12 km de la bahía. Los rebeldes rifeños, realizaron un contraataque el mismo día y se adueñaron de la posición y capturando algunos cañones. Siguiendo con la estrategia de situar posiciones avanzadas, las fuerzas españolas tomaron el monte Igueriben. Sin embargo, esta segunda posición fue también sitiada por los rifeños y tomada el 21 de julio. Al día siguiente, el ejército español inició la retirada en dirección a Melilla, hostigado continuamente por las fuerzas rebeldes. La retirada fue desorganizada y se convirtió en huida. El general Silvestre desapareció en circunstancias poco claras, posiblemente se suicidó. Además, diferentes compañías formadas por soldados indígenas se pasaron al enemigo, contribuyendo al desconcierto y el pánico. El contingente español sufrió enormes pérdidas. Finalmente, los tres mil supervivientes alcanzaron el fuerte situado en Monte Arruit, donde se refugiaron mientras esperaban ayuda procedente de Melilla, que nunca llegó. Fueron sitiados y, después de resistir durante doce días, acuciados por la sed, el hambre y la falta de municiones, se rindieron el 9 de agosto, tras alcanzar un pacto con el enemigo: las tropas entregarían las armas y podrían retirarse libremente hacia Melilla. El pacto no fue respetado por los rifeños, que asesinaron a los tres mil supervivientes una vez desarmados, con excepción de los oficiales, a los que habían apartado, respetando sus vidas, y llevándoselos prisioneros a la cabila de Beni Urriagel para negociar su entrega a cambio de un rescate. El resto de las posiciones españolas pertenecientes al área de Melilla se encontraban aisladas entre sí y fueron atacadas y sitiadas por los rebeldes. Algunas guarniciones pudieron escapar, pero la mayor parte de las tropas murieron en combate o fueron asesinadas por los rifeños tras rendirse.

### Antecedentes

Cabilas del Protectorado español del Marruecos

Marruecos español y francés.

Desde enero del año 1921 el ejército español dirigido por el general Silvestre ejecutó una maniobra de avance progresivo partiendo de Melilla en dirección a la bahía de Alhucemas. Se consideraba esta bahía como el corazón del Rif y el enclave estratégico que era preciso tomar para dominar el territorio y acabar con la prolongada guerra de Marruecos que se había iniciado en el año 1909. Las tropas españolas estaban formadas por soldados que realizaban el servicio militar obligatorio, pero contaba también con unidades indígenas naturales de Marruecos: la policía indígena y los regulares. El armamento consistía en artillería anticuada y escasa, ametralladoras de poca eficiencia de la marca Cok que se sobrecalentaban al usarlas y fusiles Mauser de origen alemán, muchos de ellos deteriorados por proceder de finales del siglo XIX cuando España realizó las últimas guerras coloniales de Cuba y Filipinas. Los soldados estaban pobremente vestidos y calzados con alpargatas. Se les racionaba la comida y la renovación del calzado. Existía una corrupción generalizada dentro del ejército que desviaba los suministros destinados a la tropa para beneficio de algunos oficiales corruptos. Entre mayo de 1920 y junio de 1921, Silvestre protagonizó un espectacular progreso, rápido e incruento: avanzó 130 km sobre el Rif en un total de veinticuatro operaciones, estableciendo cuarenta y seis nuevas posiciones con muy pocas bajas. Solamente, hubo diez muertos y sesenta heridos. Ocupó Tafersit, adelantó el frente hasta el río Amekrán y obtuvo la sumisión de las cabilas de Beni Ulixek, Beni Said y Tensamán, llegando a acuerdos con sus cabecillas, ofreciéndoles dinero a cambio de su amistad.

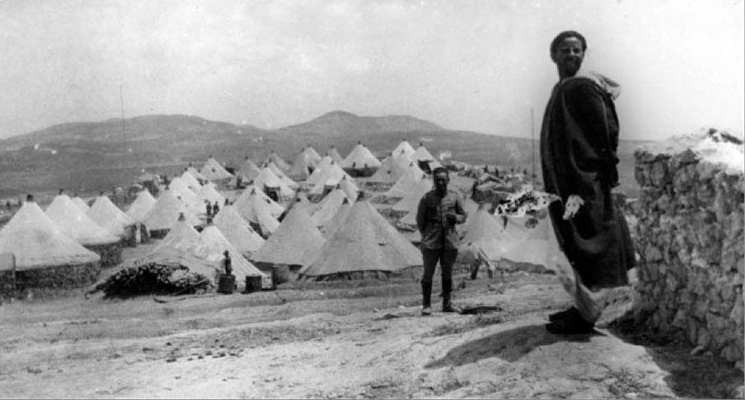
Campamento en Annual (1921)

Todos en España creían que se alcanzaría en breve la bahía de Alhucemas, pacificándose definitivamente el territorio. Pero tal ilusión pronto se derrumbó de manera cruenta. El General Silvestre cometió numerosos errores e imprevisiones en su avance; subestimó al enemigo; no desarmó a las tribus rifeñas cuya lealtad había comprado. Extendió mucho más de lo prudente sus líneas de abastecimiento. Las fuerzas de la comandancia de Melilla se distribuyeron entre nada menos que ciento cuarenta y cuatro puestos y pequeños fuertes o blocaos, a lo largo de 130 km de zona ocupada. Los blocaos se situaban siempre aprovechando los lugares altos, pero a pesar de que desde estas posiciones se podían dominar amplias zonas, normalmente no había agua, lo que obligaba a ir a por ella con reatas de mulas periódicamente, a veces a diario (conocidas entre los soldados como «aguadas»). Con fuerzas tan repartidas y aisladas entre sí no era posible hacer frente de manera eficiente a un ataque del enemigo. Las condiciones de vida de los soldados, ya de por sí malas, eran pésimas en estos blocaos.
Así las cosas, en mayo de 1921 el grueso del ejército español estaba en el campamento base instalado en la localidad de Annual. Desde allí Silvestre esperaba realizar el avance final sobre Alhucemas. Entre Melilla y este campamento había tres "plazas fuertes" separadas unos 31 km entre sí, y en torno a él un anillo formado por otros pequeños fortines, cada uno con una guarnición que variaba entre cien y doscientos soldados. En la costa se habían ocupado las dos posiciones de Sidi Dris, cercana a la desembocadura del río Amekrán, y Afrau, algo más a retaguardia. Hasta este punto apenas se había disparado un solo tiro, aunque se guardaban las distancias con las tribus hostiles, y en las pequeñas escaramuzas que se producían apenas si hubo algunas bajas. Sin embargo la posición de Annual era estratégicamente muy mala, se encontraba situada en un valle, rodeada de montañas y con accesos difíciles a la retaguardia. Un único camino principal la enlazaba con Melilla y este transcurría a través de pasos entre áreas montañosas que podían ser fácilmente tomadas por el enemigo que en consecuencia podía cortar la retirada y convertir el lugar en una auténtica ratonera, como de hecho ocurrió.
Además el general Silvestre había utilizado en la campaña todas las fuerzas disponibles, sin dejar prácticamente nada en reserva en previsión de un contraataque, sobreextendió sus líneas y no aseguró el abastecimiento, de tal forma que la llegada de víveres y municiones podía ser fácilmente cortada por el enemigo. Cometió por otra parte el grave error de concentrar gran número de tropas en Annual sin contar con los suministros necesarios para su mantenimiento, por lo que la capacidad para resistir en el lugar era muy limitada. Todo ello, era una muestra de la falta de respeto de la oficialidad hacia la tropa alistada forzosamente. En efecto, la inmensa mayoría de la tropa proveniente de la península se componía de soldados de reemplazo, alistados forzosamente.
En cuanto al resto de posiciones, se encontraban desperdigadas, enclavadas en puntos elevados de difícil acceso: No disponían de agua en su interior, sino que había que transportarla casi a diario, a veces a distancias de hasta cuatro kilómetros, mediante caravanas de mulas por estrechos y pedregosos caminos propicios a la emboscada. Además las instalaciones no contaban con aljibes para almacenar agua y tener una reserva por si se producía un asedio. Ni siquiera podían prestarse apoyo entre ellas por las distancias que separaban una posición de la contigua. No es extraño que cayeran una tras otra en poder de los rebeldes sin opción alguna de resistir un sitio más allá de unos pocos días.
Los rifeños defendían su propio terreno del que eran grandes conocedores. Disponían de armas de fuego y estaban acostumbrados a usarlas, pues las luchas en el Rif entre grupos rivales eran muy frecuentes antes de la llegada de los españoles. Con frecuencia hostigaban a las tropas españolas mediante francotiradores ocultos en las laderas montañosas los pac-kos. Estaban perfectamente adaptados al clima, incluso su ropa de tonos terrosos actuaba como un magnífico camuflaje. Eran maestros de la emboscada facilitada por el terreno montañoso.
Abd el-Krim, pertenecía a la belicosa cabila de Beni Urriaguel, había trabajado al servicio de la administración colonial española, conocía perfectamente las debilidades del ejército español, y se le atribuye el liderazgo de todos los rifeños, lo que es incorrecto, ya que la propia idiosincrasia de las tribus rifeñas les impide tener un líder único. De hecho el General Silvestre cuando ya se sentía cercado, y estaba preparando la orden para la retirada, a la sugerencia que se le hizo de negociar con él contestó: "Ese no pinta nada"...

### El preludio

#### La ocupación de Abarrán

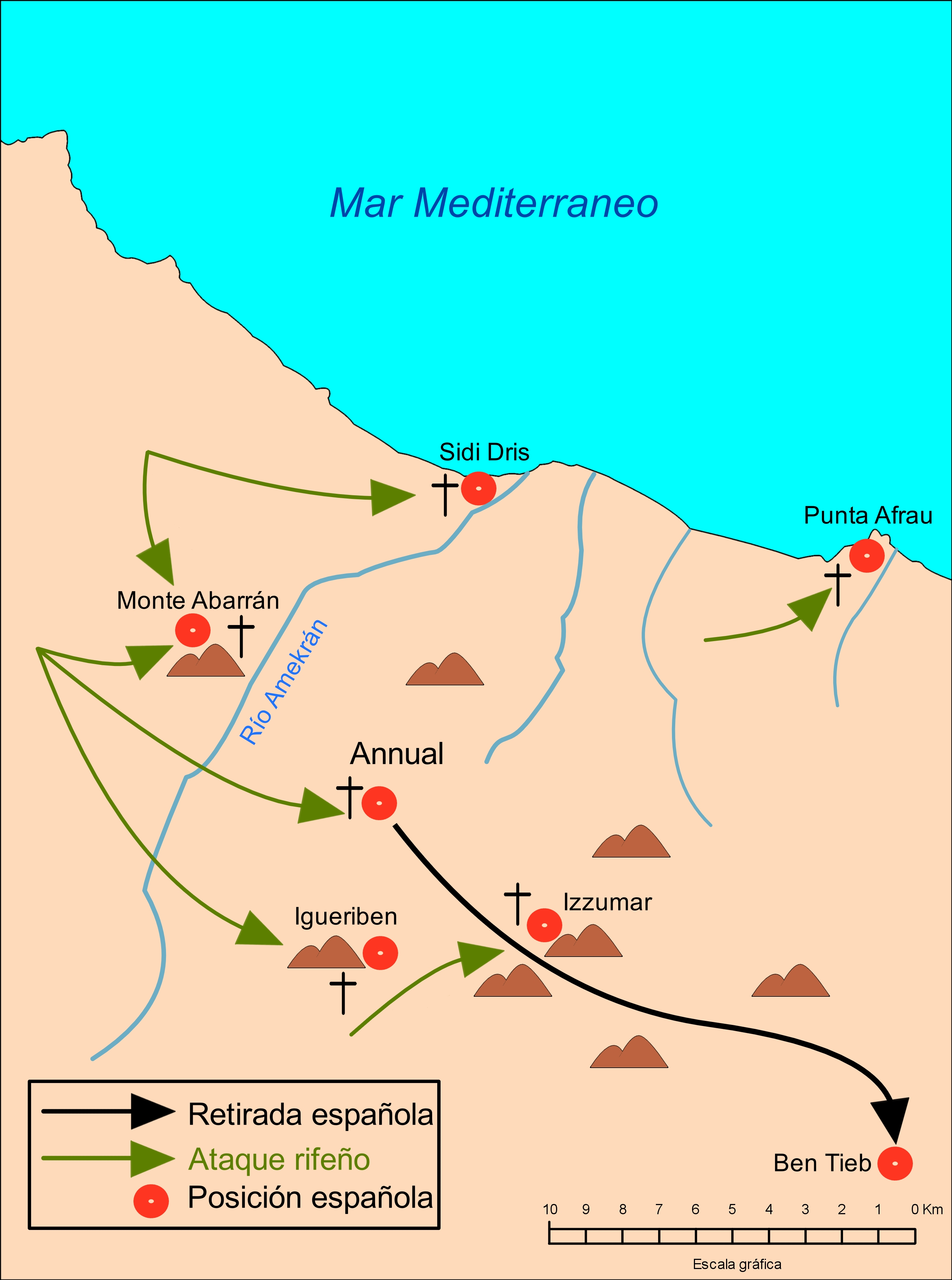
Principales enfrentamientos alrededor de Annual.

Retirada de las tropas españolas durante el desastre de Annual.

A finales de mayo de 1921 el general Silvestre ordenó que se estableciera una posición en el monte Abarrán situado en las proximidades de Annual. Un contingente de mil quinientos hombres, al mando del comandante Villar, llegó al lugar la mañana del 1 de junio de 1921, estableciendo apresuradamente una posición apenas protegida por sacos terreros. Al mando de la posición quedó el capitán Juan Salafranca Barrio, cuyas fuerzas consistían en la harka amiga de Tensamán, unos doscientos policías indígenas y cincuenta soldados españoles; a continuación Villar con la mayor parte de la columna volvió a Annual. Aquella misma tarde los rifeños comenzaron el ataque a las 18:00 h, la harka de Tensamán se les unió, así como muchos de los policías rifeños. Los españoles perdieron la posición y la artillería, sufrieron ciento cuarenta y una bajas, incluyendo a todos los oficiales, a excepción del teniente de artillería Diego Flomesta Moya, al que los rifeños dejaron vivo para que arreglase los cañones y les enseñase a usarlos, negándose a ello murió en cautividad el 30 de junio. Por todo ello se le concedió a título póstumo la Cruz Laureada de San Fernando de segunda clase por el valor demostrado en la defensa de Abarrán.

#### Defensa de Sidi Dris
Decidido por el éxito, Abd el-Krim dirigió entonces sus tropas contra la posición costera Sidi Dris, a la que llegó la madrugada del día siguiente, 2 de junio. Sidi Dris fue asaltada durante veinticuatro horas, siendo rechazados por la defensa realizada por el comandante Julio Benítez Benítez, que tuvo diez heridos (él mismo incluido), por cien rifeños muertos. El 22 de julio de 1921 la posición sufrió un nuevo asedio que duró tres días, al cabo de los cuales las tropas de Abd el-Krim se hicieron con el lugar, falleciendo casi la totalidad de la guarnición española.

#### Abd el-Krim gana adeptos
A pesar del fracaso de Sidi Dris, la toma de Abarrán demostró a los rifeños la vulnerabilidad de los españoles. Abd el-Krim no dudó en exhibir los cañones y el material tomados, convenciendo a los rifeños que unidos podrían derrotar a Silvestre y obtener un gran botín, de modo que en pocos días los efectivos de su harka pasaron de tres mil a once mil hombres.
Silvestre, creyendo que se trataba de acciones aisladas, no adoptó ninguna medida especial. Ocupó en respuesta Igueriben el 7 de junio de 1921, manteniendo de ese modo una posición adelantada entre Izumma y Yebbel Uddia, con la idea de defender el campamento de Annual por el lado sur. Después marchó a Melilla, para entrevistarse con su superior, el Alto Comisario Berenguer, y solicitarle refuerzos, municiones, víveres para la población y dinero para comprar a los rifeños antes de iniciar la ofensiva final.
Para el 8 de junio, Silvestre comenzó a mostrar francas señales de pánico, sintiéndose totalmente incapaz de comer o dormir. En esa misma fecha envía un telegrama a Berenguer expresando que la situación se encontraba "algo delicada", y agregando que necesitaba refuerzos "desesperadamente"; pero sus dudas quedaron silenciadas cuando recibió una respuesta del rey Alfonso XIII que comenzaba con la frase "¡Olé los hombres!", y animándole a seguir avanzando, lo que Silvestre hizo.

### El desastre

#### La caída de Igueriben

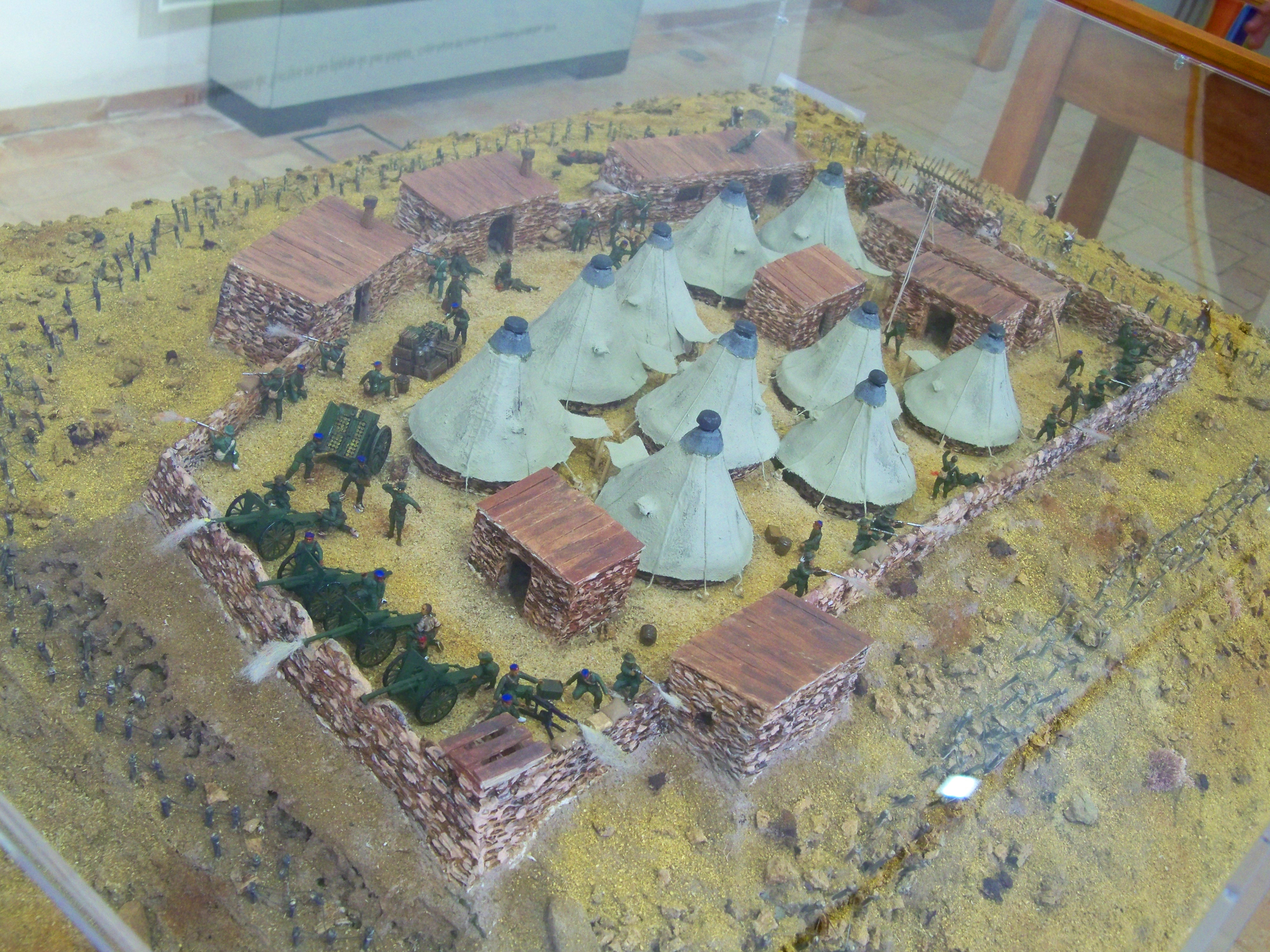
Maqueta de la posición de Igueriben, con defensores y atacantes en acción.

El 17 de julio Abd el-Krim, antiguo funcionario de la Administración española en la Oficina de Asuntos Indígenas en Melilla, al mando de la cabila de los Beniurriagel (Ait Waryagar), y con el apoyo de las tribus cabileñas presuntamente aliadas de España, lanzó un ataque sobre todas las líneas españolas.
Igueriben, guarnecida por trescientos cincuenta hombres bajo el mando del comandante Julio Benítez Benítez, el defensor de Sidi Dris, no tardó en quedar sitiada. El 17 de julio Abd el-Krim inició el asalto, y la posición cayó el 22 de julio. Durante cinco días, y a pesar del esfuerzo de tres columnas de refuerzo, los españoles fueron incapaces de auxiliar la posición de Igueriben, fracaso que hizo cundir la desmoralización entre las tropas de Annual.
Tras la caída de Igueriben, Silvestre comenzó a actuar de manera errática. Ordenó, por ejemplo, al mayor Benítez intentar romper el cerco con una unidad, para después escapar, tras lo cual tanto Benítez como la mayor parte de sus hombres fueron masacrados por los rifeños, siendo solo unos pocos dejados con vida y tomados como prisioneros. Después de esta desgracia, la condición psicológica de Silvestre empeoró de manera dramática, y comenzó a mostrar signos de psicosis: se mostraba desaliñado con su bigote crecido —que, además, mordía de manera obsesiva—, hablaba consigo mismo en tercera persona, diciendo cosas sin sentido dirigidas a personas que no existían, y caminaba en círculos por horas pensando qué hacer.

#### La caída de Annual

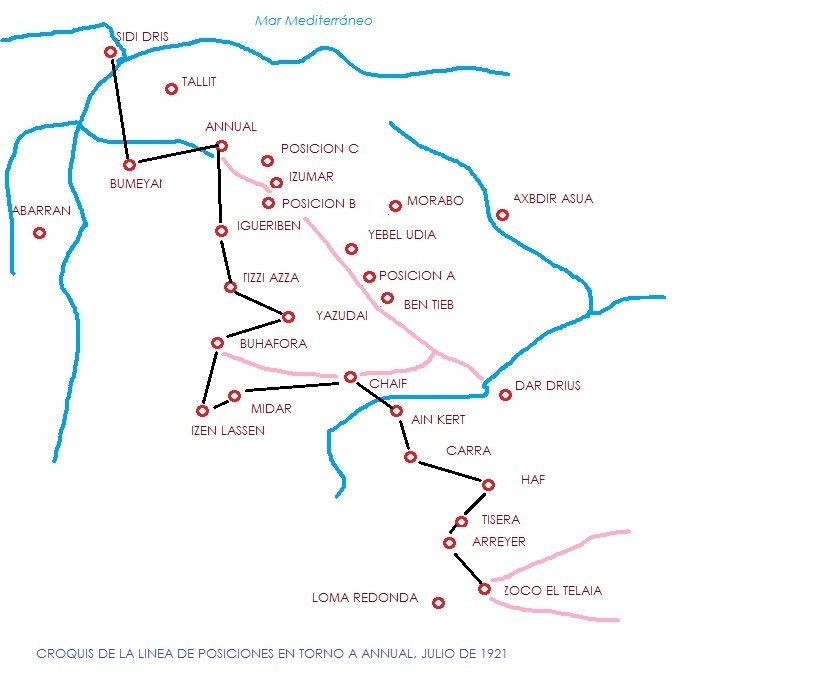
Croquis de la circunscripción de Annual (Comandancia General de Melilla) en junio de 1921.

Tras estos sucesos, se concentró alrededor del campamento gran cantidad de fuerzas rifeñas, al tiempo que la moral del ejército español caía por los suelos. Al comenzar el asedio de Igueriben, había unos tres mil cien hombres presentes en Annual. Al cabo de dos días se incorporaron mil más y, dos días después llegaron otros novecientos de refuerzo. Así pues, para el día 22 de julio, Annual acogía a más de diez mil hombres, entre españoles e indígenas, con unas fuerzas de combate de tres batallones y dieciocho compañías de infantería, tres escuadrones de caballería y cinco baterías de artillería. Sobre ellos iban a lanzarse unos dieciocho mil rifeños, armados con fusiles y espingardas.
El campamento de Annual disponía de víveres para cuatro días y de municiones para un día de combate. El general Silvestre, consciente de la imposibilidad de defender la posición, acordó con sus oficiales la evacuación del campamento. Sin embargo, a las 3:45 h del día 22, llegó un mensaje de radio del Alto Comisario Berenguer, prometiendo la llegada de refuerzos desde Tetuán. Una hora más tarde, el general Silvestre se comunicó de nuevo con Berenguer y con el ministro de la Guerra Luis Marichalar y Monreal, para informarles de su desesperada situación y de su decisión de tomar urgentes determinaciones, acordando con sus oficiales una "retirada por sorpresa"...

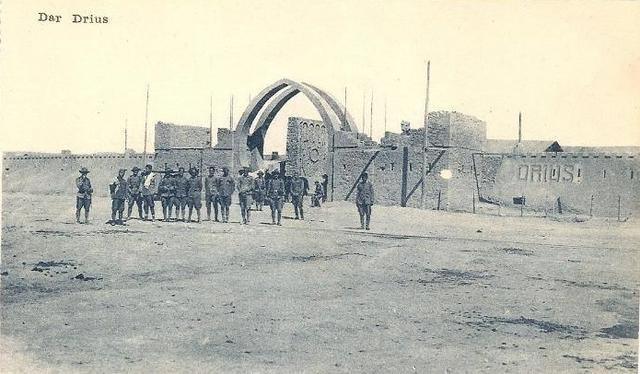
Fuerte de Dar Drius (1920)

Al rayar el alba tuvo lugar una segunda reunión de oficiales, en la cual Silvestre mostró sus dudas entre emprender la evacuación inmediata o esperar a la llegada de los refuerzos prometidos. Sus dudas se despejaron cuando llegaron noticias del avance de tres columnas rifeñas de unos dos mil hombres cada una. Ante esta información, el general ordenó evacuar, anunciando su intención de replegarse a los fuertes de Ben Tieb y Dar-Drius, posición esta última que reunía las características para albergar gran cantidad de tropas, y con el abastecimiento de agua muy fácil.
La retirada comenzó a las 11:00 horas: había dos convoyes, uno para retirar los mulos con la impedimenta, y otro para el grueso de la tropa, los heridos y el armamento pesado. Pero para entonces las alturas del norte, que dominaban los caminos de huida, ya habían sido tomadas por los rifeños. La gran mayoría de los policías indígenas que las defendían se pasaron al enemigo, matando a sus oficiales españoles. De modo que, cuando las tropas españolas abandonaron el campamento, comenzaron a recibir disparos. En ese momento comenzó el caos: los dos convoyes de evacuación se mezclaron sin ningún tipo de orden de hombres, mulos y material. En medio de la confusión, los oficiales perdieron el control de la situación. Sin nadie que cubriera su retirada, los hombres trataron de ponerse a cubierto de las balas corriendo hacia delante. Los carros, el material y los heridos fueron abandonados; muchos oficiales escaparon ajenos a su deber, llegando a quitarse los distintivos que les identificaban como tales, y la retirada ordenada no tardó en convertirse en una desbandada general bajo el fuego de los rifeños.
Algunos oficiales y unidades mantuvieron la calma y lograron ponerse a salvo con un número de bajas relativamente pequeño; pero, en su inmensa mayoría, oficiales y soldados salieron a la carrera y en completo desorden. El desastre pudo haber sido mayor si los Regulares al mando del comandante Llamas no hubiesen resistido en las alturas del sur. Ello dio tiempo a los huidos para pasar por el angosto paso de Izumar, evitando así una muerte segura a manos de los rifeños. Los Regulares se replegaron por oleadas, retrocediendo monte a través en paralelo a la carretera, sin mezclarse con la riada de soldados en fuga. Silvestre, que aún estaba en el campamento cuando comenzó el desastre, murió en circunstancias no esclarecidas, y sus restos nunca fueron encontrados. Mientras una versión dice que, al ver el desastre, fue a su tienda de campaña y se voló la cabeza, otra versión dice que fue abatido a tiros por los rifeños junto con el coronel Manella y varios oficiales que trataban de defenderse. Una última versión cuenta que sus impropias últimas palabras, dirigidas a sus hombres en estampida, fueron: «¡Huid, huid, que viene el coco...!». Adicionalmente, un mensajero marroquí proveniente de Kaddur Nadar aseguró haber visto el cadáver de Silvestre, tirado sobre el suelo boca abajo, ocho días después de la batalla en la planicie de Annual, aún reconocible por su banda de comandante y los galones de su uniforme.

#### El asedio de Monte Arruit

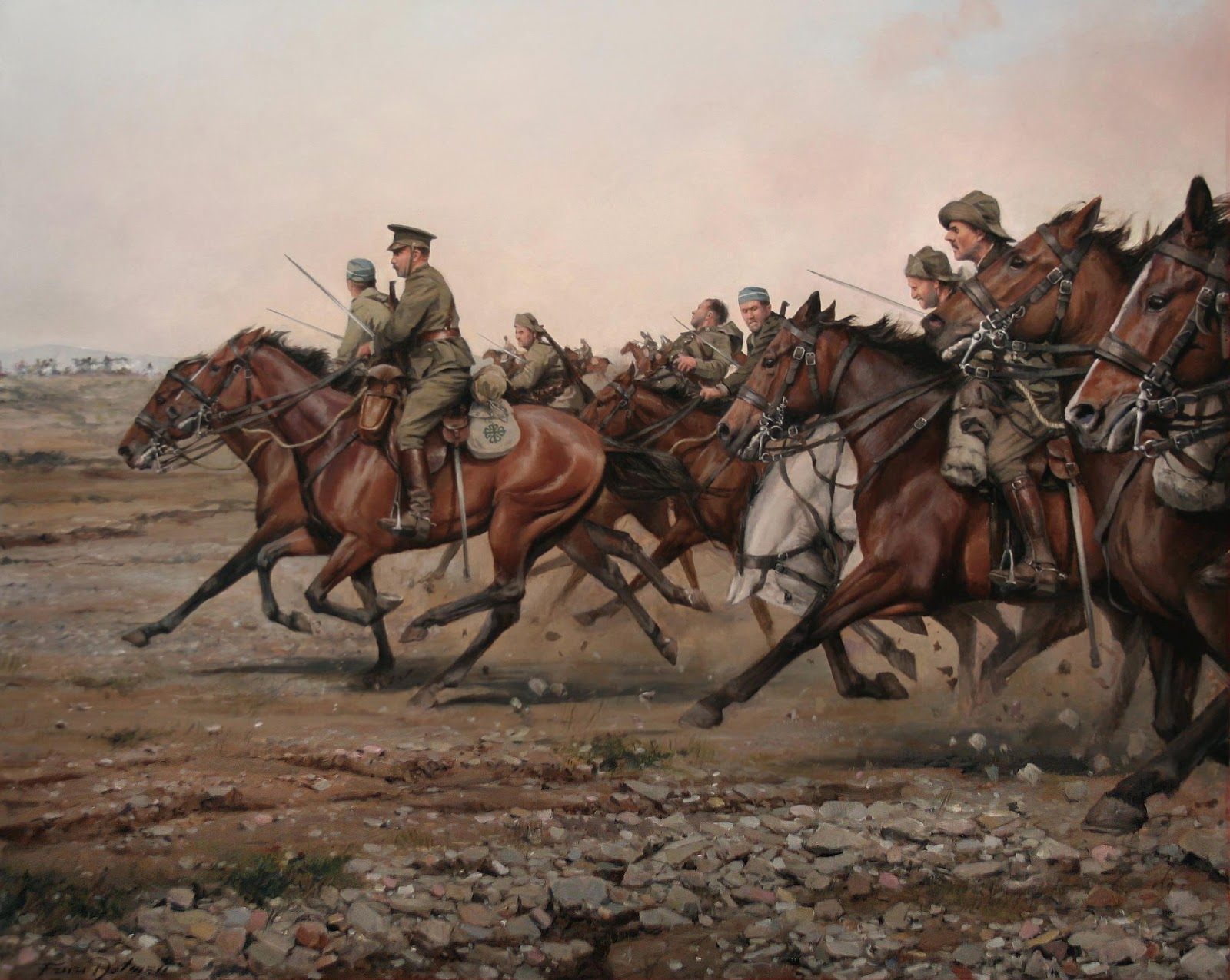
Carga del río Igan, por Augusto Ferrer-Dalmau.

Las pocas fuerzas que pudieron salir vivas, bajo el mando del general Navarro, segundo jefe de la Comandancia de Melilla, retrocedieron hasta Dar Drius, posición bien fortificada y con agua disponible. Sin voluntad de resistencia, creyendo que todo estaba perdido, se replegaron hacia Batel y Tistuin. En Tistutin había tomado el mando el capitán Arenas, jefe de la Compañía de Telégrafos, proveniente de Melilla al enterase del desastre por ser el oficial más antiguo. En la marcha, al llegar al río Igan, se produjo una nueva huida de oficiales, seguida de la estampida de sus tropas. En medio de aquella desbandada, el Regimiento de «Cazadores de Alcántara», 14 de Caballería, mandado por el teniente coronel Fernando Primo de Rivera y Orbaneja, hermano del futuro dictador, trató de proteger la retirada enfrentándose a las oleadas de indígenas primero con sus ametralladoras y después con sucesivas cargas de caballería. Su sacrificio fue enorme, pues de los seiscientos noventa y un jinetes que lo componían, cuatrocientos setenta y uno murieron, lo que supuso un 70 % de bajas. Pero gracias a su acción muchos soldados que huían tuvieron tiempo de ponerse a salvo, aunque más tarde la mayor parte resultaron muertos tras la rendición de Monte Arruit. El teniente coronel Primo de Rivera recibió a título individual la Cruz Laureada de San Fernando, la máxima condecoración militar española y en 2012 el Consejo de Ministros concedió la Laureada Colectiva al Regimiento, siendo entregada por Juan Carlos I el 1 de octubre de 2012.

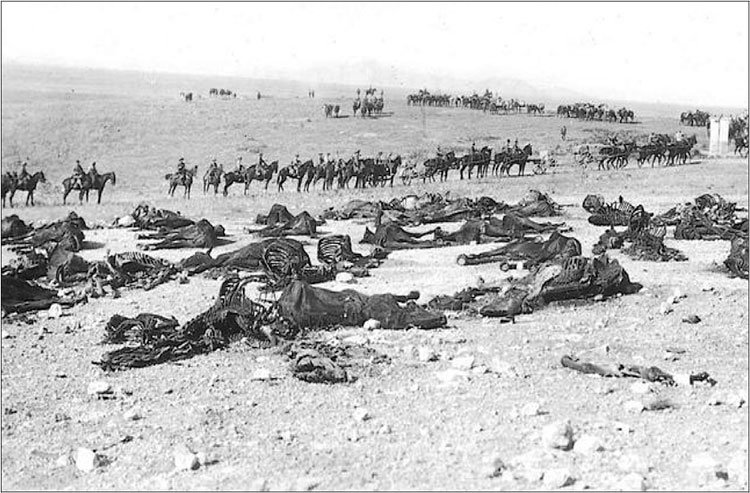
El Regimiento Alcántara fue prácticamente aniquilado en julio de 1921 tras proteger a las fuerzas que se batían en retirada. Foto tomada en Dar Drius - Batel

Finalmente, tras seis días de agotadora marcha, se divisó Monte Arruit. Una gran desbandada se produjo para alcanzar el campamento, la batería artillera del capitán Blanco estaba a punto de ser capturada por los rifeños, surgió el capitán Arenas dispuesto a defenderla con su vida. Félix Arenas había estado a cargo (solicitada voluntariamente) de la retaguardia, denominada "la pajera", durante toda la retirada, tras ver el valor de este oficial los rifeños detuvieron su acometida durante unos segundos hasta que uno de ellos se acerco y le disparó a bocajarro, los dos tenientes de infantería que vieron el valor de Arenas alcanzaron el campamento de Monte Arruit y solicitaron a gritos la Laureda para este. La posición era más difícil de defender pero más fácil de socorrer que Dar-Drius. Aquí, los tres mil diecisiete hombres de Navarro intentarían recomponerse, pero pronto Monte Arruit fue también cercado, y cortados sus suministros. Alfonso XIII concedió a título póstumo la Cruz Laureada de San Fernando al capitán Félix Arenas Gaspar en 1924.
Navarro desistió de intentar una huida desesperada hacia Melilla, negándose a abandonar a sus heridos. Al agotamiento físico había que sumar la desmoralización de la tropa, en algunos momentos al borde de la insurrección, y la carencia de agua, la aguada también había que hacerla fuera de la posición, ocasionando numerosas bajas en cada salida, (algunos aviones les lanzaban bloques de hielo, lo que no cubría ninguna necesidad). El 31 de julio una granada destrozó el brazo de Fernando Primo de Rivera, que fue operado sin anestesia, y murió el 6 de agosto por causa de la gangrena. Vistas las condiciones, el general Berenguer, alto comisario de España en el protectorado, autorizó la rendición formal el 9 de agosto, a pesar de que ese día llegó de la península ibérica un refuerzo de veinticinco mil soldados. Se pactó con los rifeños la entrega de las armas a cambio de respetar la vida de los soldados. Una vez aceptadas las condiciones por los hombres de Abd el-Krim, los españoles salieron de la posición y amontonaron sus armas. Los heridos y enfermos comenzaron a alinearse en la puerta del fuerte, preparándose para la evacuación. Pero cuando se dio la orden de partir, los rifeños atacaron a los indefensos españoles, degollando a casi todos. Sobrevivieron la mayoría de los oficiales que estaban apartados de la tropa, entre ellos el General Navarro, muriendo el resto de los tres mil que se habían allí refugiado. 
Meses después los cadáveres fueron recogidos y enterrados en los cementerios de Monte Arruit, Zeluán y Melilla por el ejército español con la colaboración de los Hermanos de La Salle, quienes, además, instalaron en su colegio (situado en el cerro de Santiago) un hospital que permitió a Cruz Roja curar y atender a los soldados heridos.

#### Otras posiciones

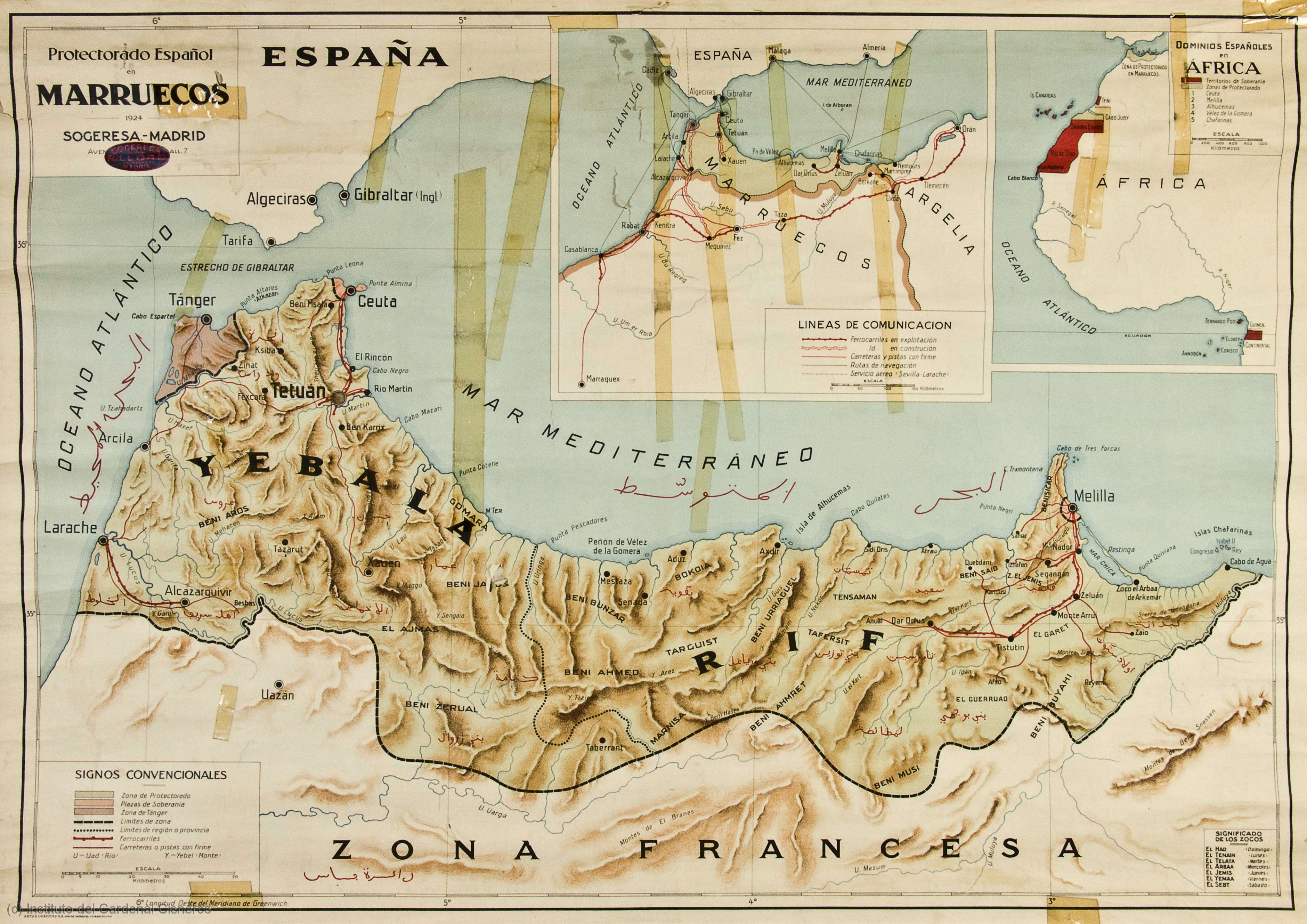
Mapa de 1924 de la parte asignada al Protectorado Español en Marruecos y otros territorios españoles en África.

- Nador. Fue sitiada y se rindió el 2 de agosto, siendo su guarnición la única que, tras rendirse, fue respetada por los rifeños. Con la caída de esta plaza quedó sentenciado el destino de Monte Arruit.
- Zeluán. Fue asediada desde el 24 de julio. Se rindió el 3 de agosto, siendo todos los supervivientes torturados y asesinados, y los oficiales, el capitán Carrasco y el teniente Fernández, mutilados y quemados vivos.[22]
- Sidi Dris. La posición estaba junto al mar guarnecida por alrededor de 300 hombres. Tras ser atacada y cercada el 22 de julio, resistió durante tres días. El intento de rescate por la marina española solo pudo evacuar con vida 10 hombres, 30 fueron hechos prisioneros por los rifeños, el resto fueron dados por muertos o desaparecidos.
- Punta Afrau. Situada en un acantilado junto al mar, fue atacada el 22 de julio y resistió hasta el 26 del mismo mes. Alrededor de 130 hombres pudieron ser rescatados por la marina, los 50 restantes resultaron muertos o prisioneros de los rifeños.
- Talilit. Fue evacuada hacia Sidi Dris el 22 de julio de 1921. Murió toda la guarnición.
- Dar Buimeyan. Fue ocupada por los españoles el 21 de febrero de 1921, se encontraba muy próxima a Annual en dirección oeste. Fue evacuada sobre Annual, que ya estaba ocupada por los rifeños, muriendo la mayor parte de la guarnición durante la retirada.
- Dar Quebdani. Más de 900 soldados españoles asesinados tras rendirse.
- Intermedia A. Situada en peña Tahuarda tenía la función de proteger la retirada desde Annual a Ben Tieb. No recibió orden de evacuar y quedó aislada, resistiendo el ataque rifeño entre el 22 y el 27 de julio en que se rindió. La mayor parte de los defensores fueron masacrados tras rendirse, solo hubo dos supervivientes.
- Izzumar. Esta posición fue ocupada por España para proteger el acceso a Annual desde Ben-Tieb. Disponía de 8 piezas de artillería y alrededor de 300 hombres. No combatió y sus integrantes se unieron a la retirada general hacia Ben-Tieb.
- Yebel Uddia. La guarnición constaba de unos 100 hombres y artillería. Fue atacada el 22 de julio y se replegó sobre la posición Intermedia A, que también fue atacada. No hubo supervivientes.
- Mehayast. Posición ubicada en el monte Yebel Azrú a 1150 m de altitud sobre el nivel del mar, la guarnición estaba formada por 36 soldados y dos oficiales. Tras ser atacada fue evacuada en dirección a Ben-Tieb, resultando finalmente casi todos los ocupantes muertos o prisioneros. Hubo dos supervivientes.
- Yemaa de Nador. La guarnición formada por 124 soldados y cuatro oficiales resultó muerta, muy pocos lograron salir y alcanzar Dar Dríus.
- Morabo de Sidi Mohamed. Posición guarnecida por 33 hombres y un oficial, tenía la finalidad de proteger la retaguardia de Annual. Fue atacada el 22 de julio por los rifeños. No hubo supervivientes.
- Zoco el-Telatza. Fue atacada entre el 22 y el 25 de julio. Los miembros de la guarnición se retiraron en dirección al Marruecos francés. Durante la retirada murieron 700 de los 1200 hombres que formaban la columna que tuvo que abandonar a los heridos a lo largo de la ruta.

### Cronología del desastre de Annual

Retirada de Annual y ruta seguida por las tropas españolas hasta Monte Arruit

- 15 de enero de 1921. El general Silvestre establece su base de operaciones en Annual con el objetivo final de tomar la bahía de Alhucemas.[19]
- 1 de junio de 1921. La posición española ubicada en el monte Albarran, muy cerca de Annual, es tomada por los rebeldes rifeños.
- 21 de julio de 1921. La posición española situada en Igueriben es tomada por los rifeños, los escasos supervivientes se retiran a Annual.
- 22 de julio de 1921. Las tropas españolas se retiran desde Annual en dirección a Melilla, alrededor de 1000 muertos al atravesar el desfiladero de Izzumar. El general Silvestre se suicida.

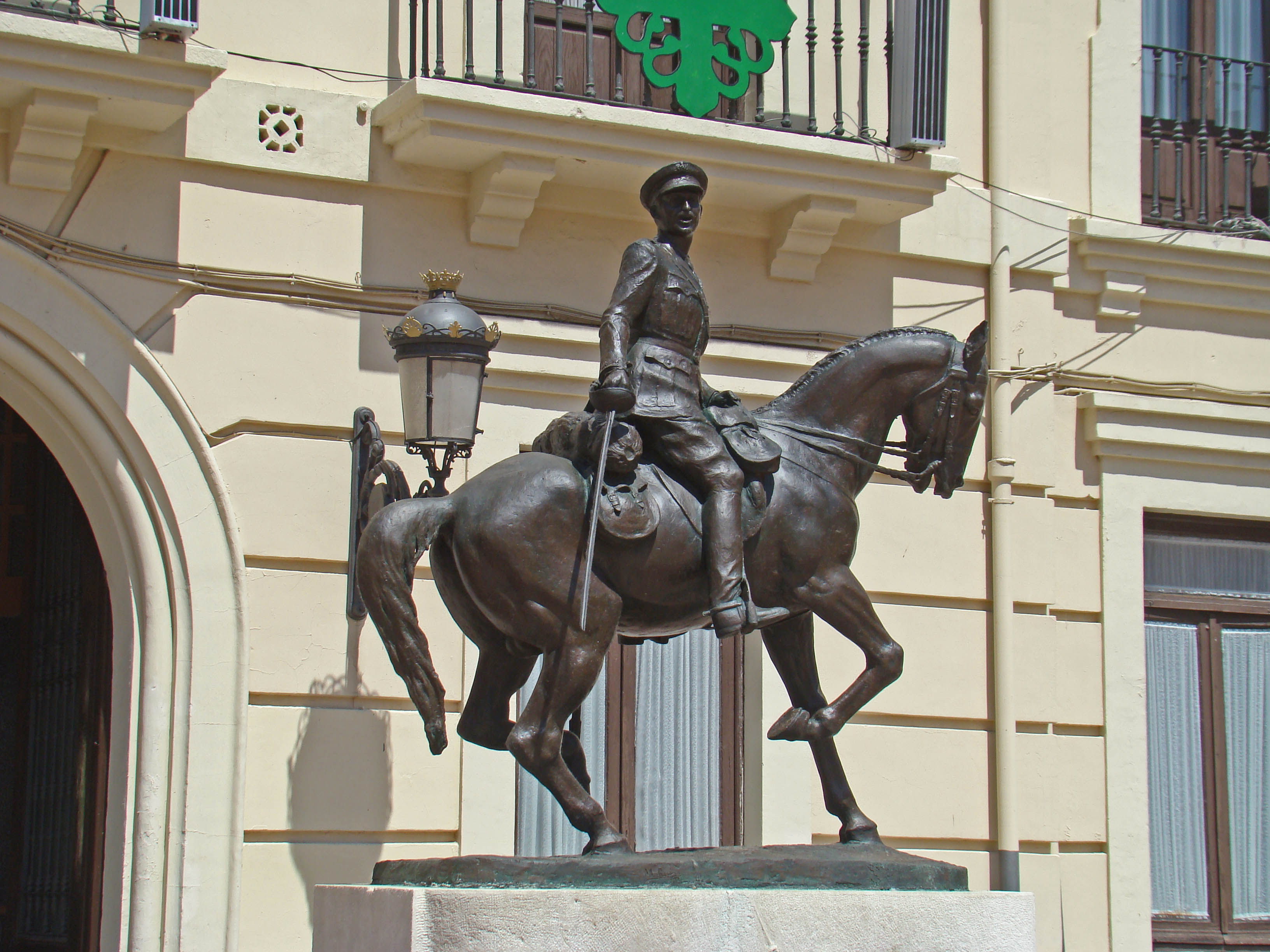
Fernando Primo de Rivera y Orbaneja, jefe del Regimiento de Caballería Alcántara. Fallecido en el asedio rifeño a Monte Arruit por las heridas durante la defensa del repliegue de las tropas españolas.

- 25 de julio de 1921. Rendición de la guarnición ubicada en Dar Quebdani, alrededor de 950 soldados españoles son asesinados tras deponer las armas. Los oficiales son hechos prisioneros.
- 25 de julio de 1921. Los rifeños toman la fortificación española de Sidi Dris situada en la costa.
- 28 de julio de 1921. Los restos del ejército de Annual en retirada, a las órdenes del general Navarro, se refugian en Monte Arruit y son sitiados por los rifeños.
- 3 de agosto de 1921. Rendición de Zeluán. Alrededor de 500 soldados españoles son asesinados tras deponer las armas.
- 9 de agosto de 1921. Capitulación del general Navarro en Monte Arruit, 3000 soldados españoles son asesinados después de rendirse, los oficiales son tomados como prisioneros para pedir un rescate.
- 27 de enero de 1923. Los 326 españoles que fueron tomados como prisioneros por las fuerzas de Abd el Krim, entre ellos el general Navarro, son liberados tras el pago de un rescate de cuatro millones de pesetas.[23]

## Consecuencias de la derrota de Annual

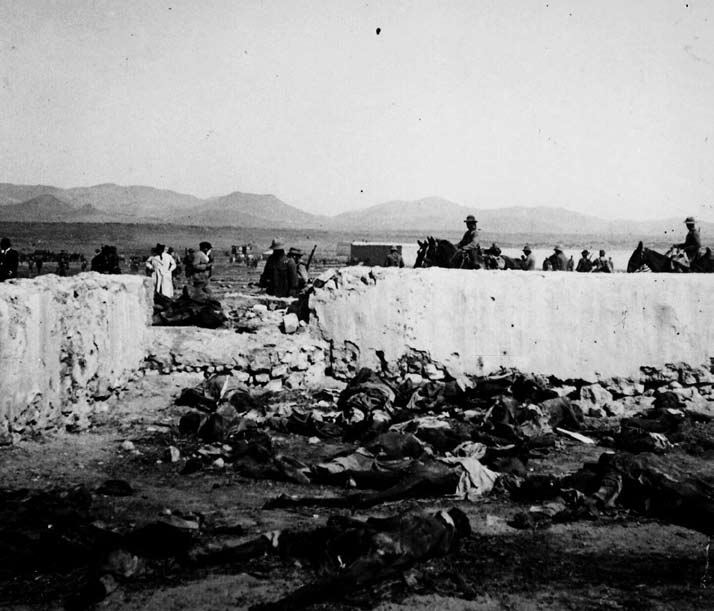
Cadáveres encontrados en Annual.

Pronto corrió la noticia de la victoria rifeña, y tanto las cabilas como parte de las fuerzas marroquíes al servicio de España se sumaron a la guerra santa proclamada por Abd el-Krim. Ninguna ayuda llegó desde Melilla, situada a unos 40 km, y así las pocas unidades que aún conservaban la disciplina se vieron obligadas a retirarse bajo el constante acoso enemigo hasta Melilla. Se produjo así una espantosa retirada. Lograron escapar vivos los defensores de Afrau, rescatados por la Armada y el destacamento de Metalsa, que logró llegar a las posiciones francesas de Hassi Ouzenga tras perder dos terceras partes de sus efectivos. En Dar Quebdana, el coronel pactó la rendición, pero en cuanto esta tuvo lugar sus hombres fueron asesinados y el coronel quedó cautivo.

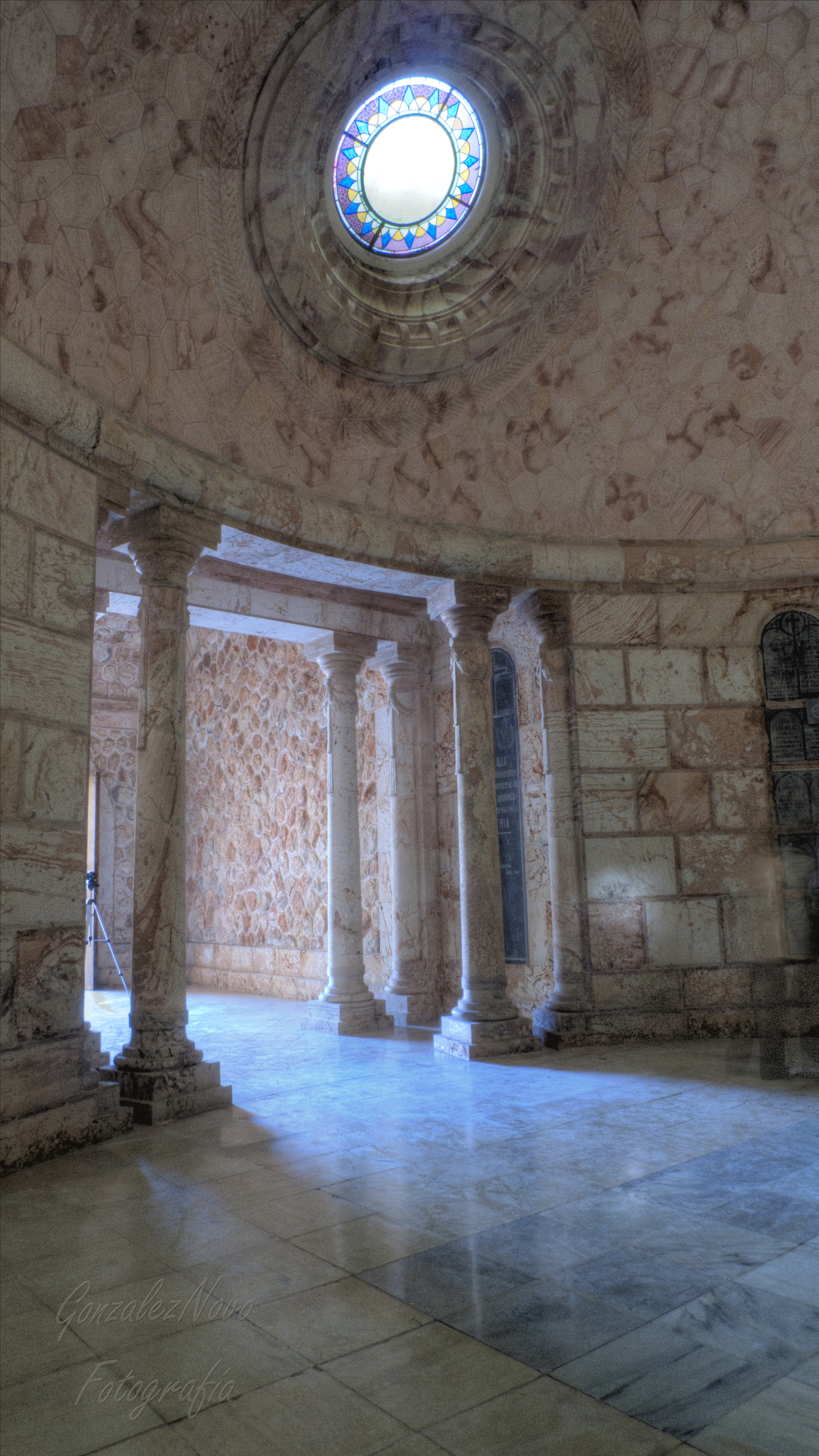
Panteón de los Héroes (Melilla)

Tan terrible derrota se saldó, según el expediente Picasso, con 13 363 muertos (10 973 españoles y 2390 indígenas). El número de bajas rifeñas es desconocido. No obstante, las cifras seguramente fueron inferiores, ya que los registros eran a menudo hinchados para cobrar más soldadas y recibir más suministros. El comandante Caballero Poveda (1984) calculó el total de bajas españolas en 7875 hombres. Indalecio Prieto calculó en 8668 los españoles muertos o desaparecidos en octubre de 1921. Por último, Juan Tomás Palma Moreno (2001, p. 169-171) estimó en 8180 los muertos o desaparecidos. En todo caso, había tantos cadáveres que se decía que, del segundo día en adelante, los buitres solo comían de comandante para arriba. A las pérdidas humanas se añadieron las de material militar (20 000 fusiles, 400 ametralladoras, 129 cañones, aparte de municiones y pertrechos). Los restos mortales de los fallecidos se encuentran en el panteón de los Héroes del cementerio municipal de la Purísima Concepción de Melilla (España).
En Melilla mientras tanto, la moral de las tropas restantes y de la población se desplomó completamente a causa de la derrota; entre los soldados que quedaron en los territorios aún controlados por España se propagó además la paranoia, extendiéndose una sensación de desconfianza entre españoles y las tropas auxiliares y habitantes indígenas al tiempo que corrían rumores de una inminente insurrección armada por parte de estos en los territorios aún controlados por los españoles.

### Prisioneros

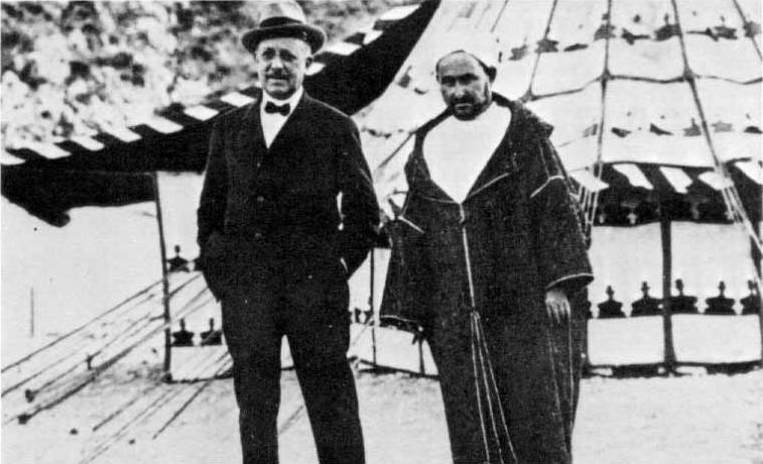
El empresario Horacio Echevarrieta y el líder rifeño Abd el-Krim, durante la reunión que mantuvieron ambos en 1923.

El último líder militar que intentó organizar una resistencia significativa fue el general Felipe Navarro quien, tras no tener más opción que rendirse, fue capturado junto a 534 militares y 53 civiles, de los cuales sobrevivieron 326. Algunos de ellos fueron liberados al comienzo de la misión de rescate llevada a cabo, entre otros, por los miembros de la Delegación de Asuntos Indígenas Gustavo de Sostoa y Luis de la Corte Lujan; los demás sufrieron 18 meses de cautiverio y fueron liberados finalmente el 27 de enero de 1923, tras las negociaciones llevadas a cabo con Abd el-Krim por parte de Horacio Echevarrieta, a cambio de cuatro millones de pesetas, cantidad fabulosa para la época,, equivalente aproximadamente a unos 90 millones de euros de 2024-25.

### La presunta responsabilidad del rey Alfonso XIII
Se rumoreaba que el rey había animado la penetración irresponsable de Silvestre hasta puntos alejados de Melilla sin asegurar su retaguardia ni sus líneas de suministros con el telegrama: «¡Olé los hombres, el 25 te espero!»; la fecha del 25 siendo el día de Santiago, con lo cual el rey animaba a Silvestre a obtener victorias impresionantes para celebrar esta efeméride. Sin embargo, aunque varios individuos aseguraron haber visto este telegrama, nunca se demostró su existencia ni se encontró una copia del mismo. Javier Tusell y Genoveva García Queipo de Llano aseguran que «no existe ninguna prueba» de que el rey hubiera animado la «acción imprudente de Silvestre». Afirman que Alfonso XIII mantenía «unas relaciones estrechas con él» pero que no eran «muy diferentes de las que le unían a otros militares». «El Rey no intervenía en las operaciones en curso ni pareció tener una militar propia», pero reconocen que «el propio sistema de relación entre el monarca y los altos mandos militares inducía, dada la magnitud de la catástrofe, a que se le señalara como responsable, al menos parcial».

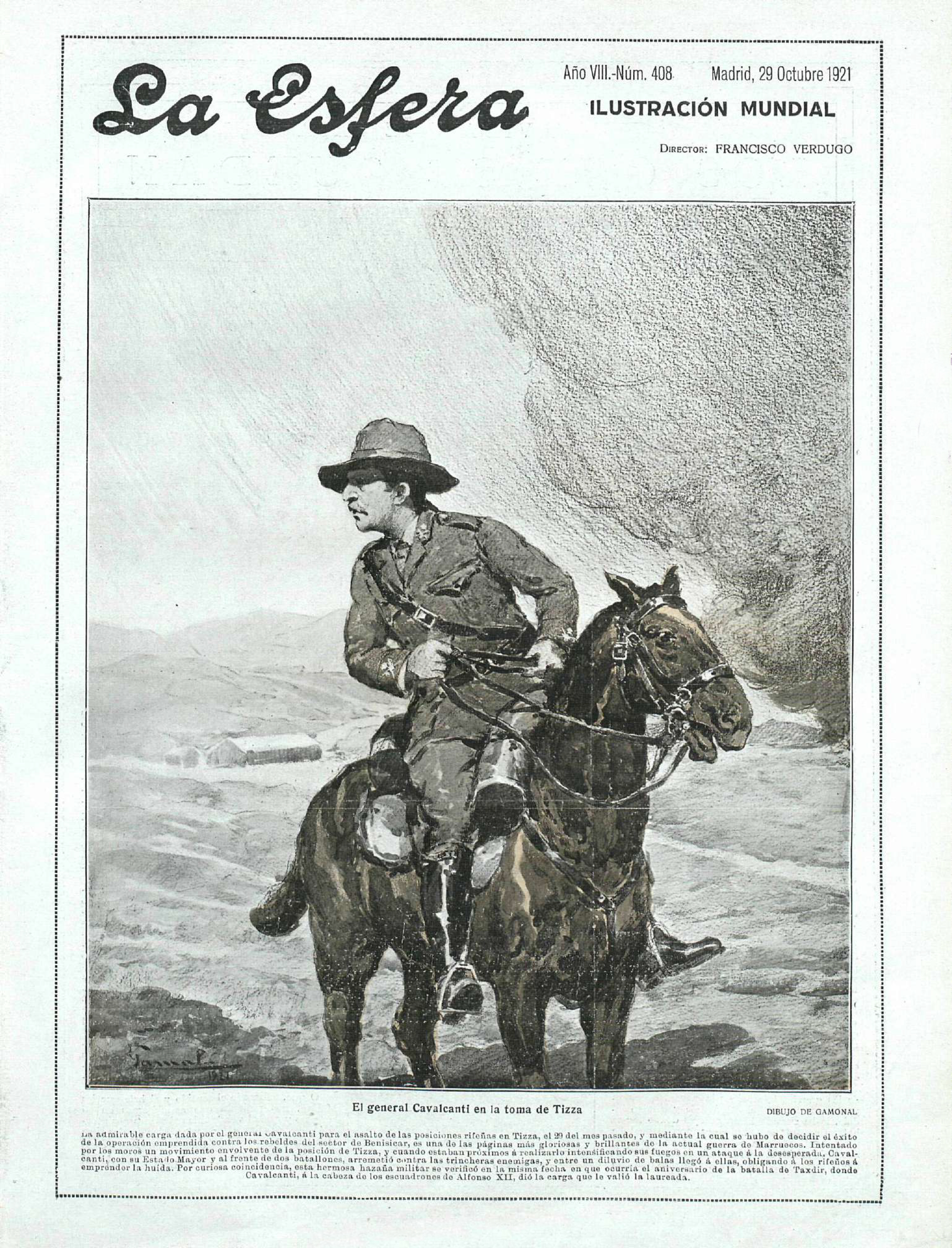
Revista La Esfera sobre la campaña del Desquite en septiembre de 1921. Toma de Tizza por el general José Cavalcanti, heroe de la Carga de Taxdirt de 1909

El rumor de que el general Silvestre había obrado «amparado por altas influencias», fue ampliamente creído por el público y erosionó de manera enorme el apoyo y popularidad del rey, lo que tendría graves consecuencias en el futuro. A estos rumores se sumó otro según el cual el rey, al recibir las noticias del desastre, se limitó a exclamar con sorna que la "carne de gallina" era barata: "...anda que no se ha puesto cara la carne de gallina". Sin embargo, la frase no la pronunció Alfonso XIII en 1921 sino en 1914 refiriéndose a que los políticos españoles tenían «cerebros de gallina» —queriendo decir que eran unos cobardes— por no querer entrar en la Primera Guerra Mundial.
El 27 de octubre de 1921 el diputado socialista Indalecio Prieto hizo una sonada intervención en las Cortes sobre la, a su juicio, responsabilidad de Alfonso XIII en lo sucedido en Marruecos. Tras realizar un relato esperpéntico de lo que era la guerra de África (dijo, por ejemplo, que Melilla era «un lupanar y una ladronera»), lanzó acusaciones directas contra el monarca, que provocaron continuas protestas de la mayoría de los diputados y la intervención del presidente de la Cámara en defensa de la persona «que, por su prerrogativa, está aquí fuera de toda crítica». Pero Prieto continuó: el alto comisario Berenguer había sido nombrado por «su gran influencia sobre el ánimo de cierta personalidad»; el general Silvestre había actuado de la forma que lo hizo porque había sido autorizado por el monarca... Y acabó con una frase que provocó un gran tumulto: «Aquellos campos de dominio [de Marruecos] son hoy campos de muerte: ocho mil cadáveres parece que se agrupan en torno de las gradas del trono en demanda de justicia». En un discurso posterior pronunciado fuera del Parlamento Prieto dijo: «una catástrofe como la de Annual en los pueblos que tienen vitalidad se liquida con una revolución que derriba al causante de la misma». Por todo ello Prieto fue procesado judicialmente.

### El Expediente Picasso
El desastre de Annual conmocionó al país y provocó una grave crisis política. El gobierno de Allendesalazar se vio obligado a dimitir, y en agosto de 1921, el rey Alfonso XIII encargó a Antonio Maura formar un gobierno de concertación nacional del que formaron parte todos los grupos políticos monárquicos. Este gobierno estuvo dividido entre quienes deseaban una intervención más decidida en Marruecos y los partidarios del abandono. Llegó a decir el diputado socialista Indalecio Prieto en las Cortes:

Estamos en el periodo más agudo de la decadencia española. La campaña de África es el fracaso total, absoluto, sin atenuantes, del ejército español.

El ministro de la Guerra ordenó al general Juan Picasso elaborar un informe conocido como Expediente Picasso, en el que se señalaban múltiples errores militares, calificando de negligente la actuación de los generales Berenguer (alto comisario) y Navarro (2.º jefe de la Comandancia General de Melilla) y de temeraria la del general Silvestre. El gobierno de Maura cayó en marzo de 1922 y tras él los gobiernos de Sánchez Guerra y García Prieto. Antes de que el informe Picasso se debatiera en el Pleno de las Cortes, el general Miguel Primo de Rivera dio un golpe de Estado el 13 de septiembre de 1923, decidido a poner fin a la deriva política.

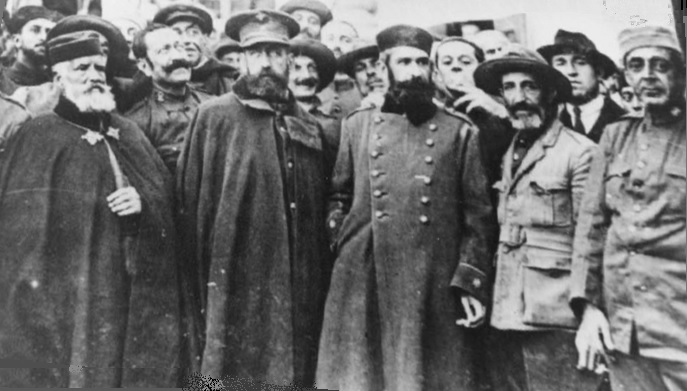
Oficiales liberados en 1923 tras las gestiones de Echevarrieta: De izquierda a derecha, coronel Araujo, general Navarro, teniente coronel Manuel López Gómez, teniente coronel Eduardo Pérez Ortiz y comandante de caballería José Gómez Zaragoza.

Con respecto al Rif, Abd el-Krim extendió su dominio por todo el protectorado español, creando la República del Rif, que llegó en 1924 a la cumbre de su poder. Sin embargo, su éxito y sus ataques al Marruecos francés determinaron el giro de la política de Primo de Rivera, hasta entonces pasiva y de contención, frente al problema del Rif. España se entendió con Francia para hacer frente común a los rifeños y pasó a la ofensiva. Con el éxito rotundo del desembarco de Alhucemas, en 1925, Primo de Rivera obtuvo una posición fuerte que le permitió pacificar la zona en menos de un año y restituir la autoridad española en el Protectorado.

#### Razones del desastre

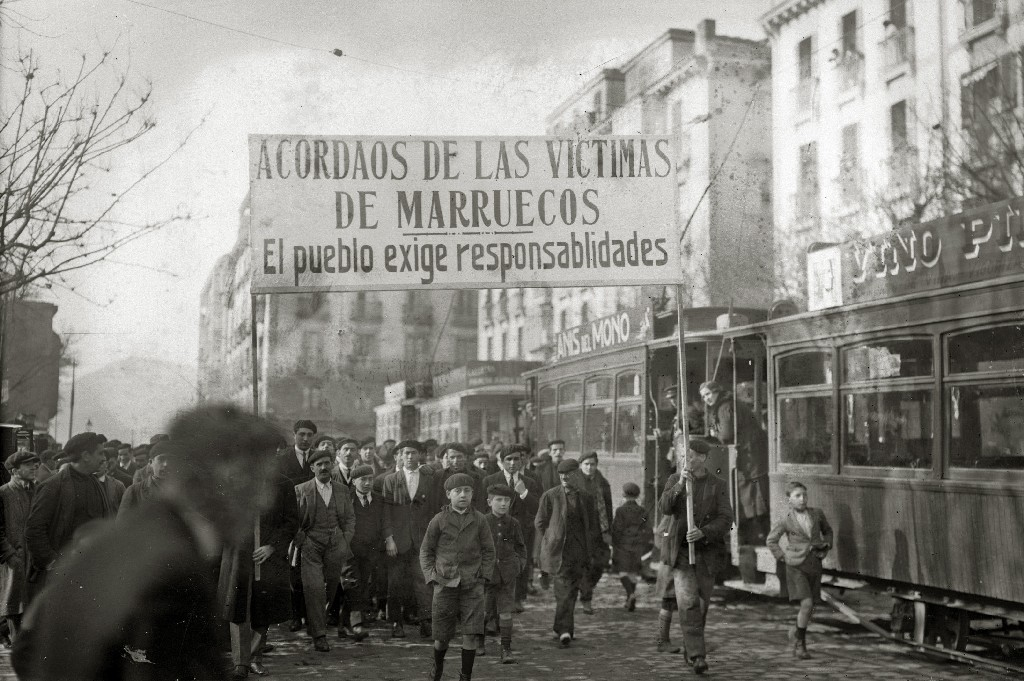
Manifestación en San Sebastián en 1922 ante los miles de muertos, cientos de heridos y cautivos del Desastre de Annual. Fondo Kutxateka

Según el expediente Picasso el desastre se debió a las siguientes razones:
- Las líneas militares eran de excesiva extensión en relación con las fuerzas disponibles.
- El avance se produjo de forma temeraria, no se tuvo en cuenta la posibilidad de un contraataque del enemigo.
- Las cabilas supuestamente amigas situadas a retaguardia permanecieron armadas cuando su fidelidad a España era muy dudosa.
- El territorio tomado quedó defendido por posiciones dispersas mal abastecidas y organizadas, lo que las hacía difícilmente defendibles frente a un ataque enemigo.
- No se previeron líneas escalonadas de apoyo bien dotadas en retaguardia para organizar una retirada si esta era necesaria.
- Una vez iniciado el ataque rifeño se mandaron todas las tropas disponibles a Annual, dejando la ciudad de Melilla y la retaguardia desguarnecida.

## Libros y publicaciones

### Historia

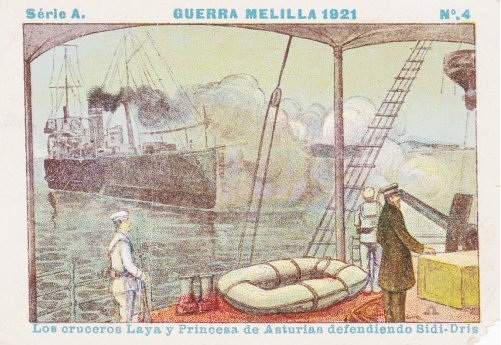
Serie de estampas: Princesa de Asturias y Laya al rescate de la guarnición de Sidi Dris (25 de julio de 1921)

Las primeras obras significativas sobre el desastre de Annual fueron publicadas al año escaso de la derrota. Las más destacadas fueron Las responsabilidades del desastre, Ecce Homo, Prueba documental y apuntes inéditos sobre las causas del derrumbamiento y consecuencias de él, de Víctor Ruiz Albéniz (1922) y Del desastre al fracaso. Un mando funesto, de Francisco Hernández Mir (1922), ambas publicadas en Madrid en 1922. Ese mismo año Enrique Meneses Puertas (padre del fotoperiodista Enrique Meneses) publicó La cruz de Monte Arruit, obra reeditada en 2019, y el político Eduardo Ortega y Gasset (hermano mayor del filósofo José Ortega y Gasset) publicó Annual. Relato de un soldado e impresiones de un cronista. Cabe destacar así mismo la obra del teniente coronel Eduardo Pérez Ortiz (2010) 18 Meses de Cautiverio. De Annual a Monte-Arruit. Crónica de un testigo en la que describe su experiencia durante el desastre y el posterior cautiverio.
La dictadura de Primo de Rivera relegó los sucesos de Annual a un segundo plano. Aun así, la obra de Hernández de Herrera y García Figueras (1929) Acción de España en Marruecos explicaba el desastre de Annual con una solidez documental y una minuciosidad extraordinarias. Aún hoy día es considerado uno de los mejores y más detallados trabajos acerca de la acción española en el Protectorado marroquí.
Durante la dictadura franquista, las referencias históricas a la batalla fueron escasas y, en último término, justificadoras. Así ocurría en 1948 cuando Maura Gamazo y Fernández Almagro (1999) publicaron Por qué cayó Alfonso XIII. Evolución y disolución de los partidos históricos durante su reinado y la extraordinaria recopilación documental de ManuelGalbán Jiménez (1965) sobre las causas del desastre de Annual en España en África. La pacificación de Marruecos. Las escasas obras que hicieron frente a la interpretación oficial del régimen procedieron del exilio republicano: España y Marruecos, de Indalecio Prieto (1956), La España de mi vida. Autobiografía, de Ángel Ossorio y Gallardo (1941), y La pequeña historia, de Alejandro Lerroux (1945).
Tras finalizar la dictadura franquista se han publicado varias obras que han profundizado sobre los hechos, destacando Historia secreta de Annual escrita por el historiador Juan Pando Despierto y publicada en 1999. El militar español Luis Miguel Francisco ha escrito dos libros sobre el tema: Annual 1921. Crónica de un Desastre y Morir en África (la epopeya de los soldados españoles en el desastre de Annual).
Entre los estudiosos no españoles que se han ocupado del tema, destaca el estadounidense David S. Woolman, autor de Abd El Krim y la guerra del Rif publicada en 1968.

### Narrativa sobre el desastre de Annual
El desastre de Annual fue un tema de importancia para la narrativa. En 1928 se publicó la obra de José Díaz-Fernández (2007) El blocao, y poco antes de la caída de Alfonso XIII vio la luz la célebre novela Imán, de Ramón J.Sender (1930), quizá el relato más estremecedor y terrible de la tragedia del ejército español. En 1939 se publicó, en inglés, la famosa trilogía autobiográfica de Arturo Barea (2012), La forja de un rebelde, en cuyo segundo tomo se recogen las experiencias del autor, sargento de Ingenieros, durante su servicio militar en África entre 1920 y 1924. También Fernández de la Reguera y March (1969) le dedicaron un volumen en sus Episodios nacionales contemporáneos llamado El Desastre de Annual. En el año 2021, coincidiendo con el primer centenario del desastre de Annual, se publicó la novela Fuego sobre Igueriben de David Gómez Domínguez, donde se cuenta el terrible asedio que sufrió la posición de Igueriben.